# 25240 Qiansanqiang
25240 Qiansanqiang è un asteroide della fascia principale. Scoperto nel 1998, presenta un'orbita caratterizzata da un semiasse maggiore pari a 2,7889237 UA e da un'eccentricità di 0,0820260, inclinata di 3,33941° rispetto all'eclittica.
È stato così chiamato in onore di Qian Sanqiang, fisico nucleare cinese.